# Де Бриенн, Маттео
Маттео Камилло Пол де Бриенн (англ. Matteo Camillo Paul de Brienne; род. 22 мая 2002, Оттава) — канадский футболист, защитник шведского ГАИС.

## Клубная карьера
Футболом начал заниматься в трёхлетнем возрасте в клубе «Оттава Саут Юнайтед». В 2013 году тренировался в молодёжной академии мадридского «Реала» в Испании, а в 2016 году проходил просмотр в английском «Кру Александра». В августе 2016 присоединился к академии «Ванкувер Уайткэпс».
В июле 2020 года подписал свой первый профессиональный контракт с «Атлетико Оттава», но не сыграл ни одного матча в сезоне. Сезон 2021 года начал в «Оттава Саут Юнайтед», откуда затем перебрался в «Манитобу». В январе 2022 года он подписал контракт с «Валором». 10 апреля того же года в его составе дебютировал в канадской премьер-лиге в гостевой встрече с «Эдмонтоном», появившись на поле на 87-й минуте. По результатам сезона 2023 года был признан лучшим молодым игроком турнира. За два года, проведённых в команде, принял участие в 44 матчах, в которых забил шесть мячей. В конце 2023 года покинул команду и вернулся в «Атлетико Оттава», с которым подписал соглашение на один год.
В начале января 2025 года перешёл в шведский ГАИС, с которым подписал контракт, рассчитанный на пять лет.

## Клубная статистика
| Выступление      | Выступление      | Выступление      | Лига | Лига | Кубки | Кубки | Конт. кубки | Конт. кубки | Итого | Итого |
| Клуб             | Лига             | Сезон            | Игры | Голы | Игры  | Голы  | Игры        | Голы        | Игры  | Голы  |
| ---------------- | ---------------- | ---------------- | ---- | ---- | ----- | ----- | ----------- | ----------- | ----- | ----- |
| Валор            | Премьер-лига     | 2022             | 22   | 3    | 1     | 0     | 0           | 0           | 23    | 3     |
| Валор            | Премьер-лига     | 2023             | 20   | 3    | 1     | 0     | 0           | 0           | 21    | 3     |
| Валор            | Итого            | Итого            | 42   | 6    | 2     | 0     | 0           | 0           | 44    | 6     |
| Атлетико Оттава  | Премьер-лига     | 2024             | 28   | 0    | 3     | 0     | 0           | 0           | 31    | 0     |
| Атлетико Оттава  | Итого            | Итого            | 28   | 0    | 3     | 0     | 0           | 0           | 31    | 0     |
| ГАИС             | Алльсвенскан     | 2025             | 0    | 0    | 0     | 0     | 0           | 0           | 0     | 0     |
| ГАИС             | Итого            | Итого            | 0    | 0    | 0     | 0     | 0           | 0           | 0     | 0     |
| Всего за карьеру | Всего за карьеру | Всего за карьеру | 70   | 6    | 5     | 0     | 0           | 0           | 75    | 6     |